# Campeonato Canadense de Futebol de 2016
O Campeonato Canadense de Futebol (ou oficialmente Amway Canadian Championship) de 2016, foi um campeonato de futebol organizado pela Federação Canadense de Futebol. Foi disputada nas cidades de Edmonton, Montreal, Ottawa, Toronto e Vancouver. Os times participantes serão o Ottawa Fury, FC Edmonton, Montreal Impact, Toronto FC e o Vancouver Whitecaps. Como campeão, o Toronto FC se classificou para Liga dos Campeões da CONCACAF de 2017–18. Esta foi a nona edição da competição.

## Partidas
Os três times que disputam a Major League Soccer e os dois da North American Soccer League foram chaveados baseados na suas colocações na temporada 2015 das suas competições, com as duas equipes da North American Soccer League disputando uma fase preliminar.
As partidas são disputadas no sistema de ida e volta com a aplicação da regra do gol fora de casa.
|  | Fase preliminar |             |   |   |   |
|  |                 |             |   |   |   |
|  | Ottawa Fury     | Ottawa Fury | 3 | 0 | 3 |
|  | FC Edmonton     | FC Edmonton | 0 | 2 | 2 |

|  | Semifinais          | Semifinais      | Semifinais | Semifinais |   |                     | Final | Final | Final | Final |
|  |                     |                 |            |            |   |                     |       |       |       |       |
|  | Vancouver Whitecaps | 0               | 3          | 3          |   |                     |       |       |       |       |
|  | Ottawa Fury         | 2               | 0          | 2          |   |                     |       |       |       |       |
|  | Ottawa Fury         | 2               | 0          | 2          |   | Vancouver Whitecaps | 0     | 2     | 2     |       |
|  |                     |                 |            |            |   | Vancouver Whitecaps | 0     | 2     | 2     |       |
|  |                     | Toronto FC (gf) | 1          | 1          | 2 |                     |       |       |       |       |
|  | Montreal Impact     | Toronto FC (gf) | 1          | 1          | 2 | 2                   | 0     | 2     |       |       |
|  | Montreal Impact     |                 |            |            |   | 2                   | 0     | 2     |       |       |
|  | Toronto FC          | 4               | 0          | 4          |   |                     |       |       |       |       |

## Fase preliminar

### Partida de ida
| 11 de maio    | FC Edmonton | 0 – 3     | Ottawa Fury                         | Estádio Clarke, Edmonton           |
| 19:00 (UTC−6) |             | Relatório | Timbó 13' · Haworth 69' · Vered 74' | Público: 3 000 Árbitro: Alain Ruch |

### Partida de volta
| 18 de maio    | Ottawa Fury | 0 – 2     | FC Edmonton               | Estádio TD Place, Ottawa                 |
| 19:30 (UTC−4) |             | Relatório | Corea 26' · Eckersley 45' | Público: 3 946 Árbitro: Mathieu Bourdeau |

Ottawa Fury venceu por 3–2 no placar agregado e avançou a próxima fase.

## Semifinais

### Partidas de ida
| 1 de junho    | Ottawa Fury                  | 2 – 0     | Vancouver Whitecaps | Estádio TD Place, Ottawa             |
| 19:30 (UTC−4) | Steele 3' · Paulo Júnior 41' | Relatório |                     | Público: 9 057 Árbitro: Yusri Rudolf |

| 1 de junho    | Toronto FC                          | 4 – 2     | Montreal Impact            | BMO Field, Toronto                    |
| 19:00 (UTC−4) | Osorio 13', 34' · Hamilton 60', 80' | Relatório | Salazar 86' · Drogba 90+1' | Público: 22 143 Árbitro: David Gantar |

### Partidas de volta
| 8 de junho    | Montreal Impact | 0 – 0     | Toronto FC | Estádio Saputo, Montreal              |
| 19:30 (UTC−4) |                 | Relatório |            | Público: 18 964 Árbitro: David Gantar |

Toronto FC venceu por 4–2 no placar agregado e avançou a próxima fase.
| 8 de junho    | Vancouver Whitecaps                          | 3 – 0     | Ottawa Fury | Estádio BC Place, Vancouver           |
| 19:00 (UTC−7) | Morales 3' (pen) · Mezquida 20' · Rivero 52' | Relatório |             | Público: 17 863 Árbitro: Geoff Gamble |

Vancouver Whitecaps venceu por 3–2 no placar agregado e avançou a próxima fase.

## Final

### Partida de ida
| 21 de junho   | Toronto FC   | 1 – 0     | Vancouver Whitecaps | BMO Field, Toronto                        |
| 19:30 (UTC−4) | Giovinco 43' | Relatório |                     | Público: 20 011 Árbitro: Mathieu Bourdeau |

### Partida de volta
| 29 de junho   | Vancouver Whitecaps       | 2 – 1     | Toronto FC    | Estádio BC Place, Vancouver           |
| 19:00 (UTC−7) | Mezquida 47' · Parker 68' | Relatório | Johnson 90+5' | Público: 19 376 Árbitro: Drew Fischer |

## Premiação
| Campeonato Canadense de Futebol de 2016 |
| Ontário                                 |
| --------------------------------------- |
| Toronto FC Campeão (5º título)          |